# Anežka Charvátová
Anežka Charvátová, rozená Vidmanová (* 19. března 1965 Praha), je česká hispanistka, romanistka, překladatelka ze španělštiny, italštiny a francouzštiny.

## Život
Jejím otcem je klasický filolog Ladislav Vidman, matkou pak medievalistka Anežka Vidmanová-Schmidtová. Vystudovala Filosofickou fakultu Univerzity Karlovy obor španělština-francouzština. Doktorát z filosofie získala roku 1989. Jazykové vzdělání doplnila ještě studiem italštiny na jazykové škole. Studia dokončila úspěšně složenou státní zkouškou. Pracuje postupně ve dvou nakladatelstvích a třetí spoluzakládá. Ve svém svobodném povolání se věnuje překládání a tlumočení, věnuje se propagaci knih a románské literatury – publikuje recenze a španělskou literaturu také externě vyučuje na FF UK. Od listopadu 2021 je předsedkyní výboru Obce překladatelů.

## Výběr z překladů
- Allende, Isabel: Paula. (Paula, česky 1998, 307 S.)
- Arenas, Reinaldo: Než se setmí – autobiografie. (Antes que anochezca, 1992, česky 1994, ISBN 80-202-0480-6)
- Arenas, Reinaldo: Vrátný. (El portero, 1987, česky 2006, ISBN 80-86955-51-6)
- Bioy Casares, Adolfo: Plán úniku. (Plan de evasión, česky 2002, ISBN 80-902782-5-6)
- Bolaňo, Roberto: Třetí říše. (El Tercer Reich, 2010, česky 2013, ISBN 978-80-257-0939-9)
- Bolaňo, Roberto: Nacistická literatura v Americe. (La literatura nazi en América, 2010, česky 2011, ISBN 978-80-257-0436-3)
- Bolaňo, Roberto: Divocí detektivové. (Los detectives salvajes, 1998, česky 2009, ISBN 978-80-257-0168-3)
- Bolaňo, Roberto: 2666. (2004, česky 2012, 856 S., ISBN 978-80-257-0611-4)
- Cabrera Infante, Guillermo: Tři truchliví tygři: Nejsvobodomyslnější! Nejpodvratnější! Postmoderní! Kuba (orig. 'Tres tristes tigres'). 1. vyd. Praha: Fra, 2016. 544 S.
- Eco, Umberto: Nulté číslo (Numero zero, 2015, česky 2015, ISBN 978-80-257-1589-5)
- Fuentes, Carlos: Vlad. (Vlad, česky 2014, ISBN 978-80-257-1059-3)
- Laferrière, Dany. Jak se milovat s černochem a neunavit se. (česky 2008, ISBN 978-80-7203-993-7)
- Pérez-Reverte, Arturo: Dumasův klub. (El club Dumas, česky 2000, ISBN 80-204-0877-0)
- Pavlov Zúñiga, Jorge: Stěhování a jiné po(c)hyby. (Mudanzas y otros Movimientos,česky 2005, ISBN 80-204-1253-0)
- Sábato, Ernesto:  Abadon zhoubce. (Abaddón el exterminador, česky 2002, ISBN 80-7294-052-X)
- Sepúlveda, Luis: Sbohem, pampo. (Nombre de torero, 1994, česky 2003, ISBN 80-902782-6-4)
- Sepúlveda, Luis: Stařec, který četl milostné romány. (Un viejo que leía novelas de amor, 1989, česky 2000, ISBN 80-86182-37-1)
- Vargas Llosa, Mario: Vypravěč. (El hablador, česky 2003, ISBN 80-204-1050-3)
- Vásquez, Juan Gabriel. Hluk padajících věcí. (El ruido de las cosas al caer, česky 2015, 232 S., ISBN 978-80-7432-597-7)

## Ocenění za překlad
- V roce 2002 byla oceněna tvůrčí odměnou Ceny Josefa Jungmanna za ze španělštiny přeloženou knihu Ernesta Sábata Abadon zhoubce.
- V roce 2004 obdržela cenu Magnesia Litera za překlad knihy Vypravěč od autora Maria Vargasy Llosy,[4] ISBN 80-204-1050-3
- V roce 2009 byla oceněna tvůrčí odměnou Ceny Josefa Jungmanna za ze španělštiny přeloženou knihu Roberta Bolaňa Divocí detektivové.
- V roce 2012 obdržela Cenu Josefa Jungmanna za překlad románu Roberta Bolaňa 2666.[5]

## Další publikační činnost
Kromě překladů se zabývá také analýzou kultury, která je s jazykem nerozlučně spjata. Své recenze z oboru literatury a související kultury publikuje v pořadu 3 minuty s... na kanále kabelové televize UPC, či pod svým občanským jménem na literárním portále iLiteratura.cz.